# Johann Conrad Peyer (Jurist)
Johann Conrad Peyer (* 13. Dezember 1707 in Schaffhausen; † 13. Dezember 1768 ebenda) war ein Schweizer Jurist, Politiker und Dichter.

## Leben

### Familie
Johann Conrad Peyer war das einzige Kind seines gleichnamigen Vaters Johann Conrad Peyer († 1735) und dessen Ehefrau Gertrud (geb. Ziegler von der Münz). Sein Grossvater war der Mediziner Johann Conrad Peyer.
Er heiratete 1735 Sabina († 1751), die Tochter des Grossrats Franz Peyer; gemeinsam hatten sie drei Töchter und einen Sohn.
Die Familie wohnte in Schaffhausen im Haus zum Thürmlein, heute Vorstadt 64. In seiner Freizeit zog er sich auf den im Volksmund Schloss genannten Landsitz der Familie in Wiesholz zurück, der östlich von Ramsen am Abhang des Schiener Bergs liegt.

### Werdegang
Johann Conrad Peyer besuchte die Lateinschule und das Collegium humanitatis (heute die Kantonsschule) in Schaffhausen.
Im Frühjahr 1727 immatrikulierte er sich zu einem Studium der Rechtswissenschaften an der Universität Marburg und hörte unter anderem Vorlesungen bei Johann Wilhelm Waldschmiedt. Er beendete das Studium 1729 mit seiner Lizentiatsdissertation Juris Publici De Differentiis Municipiorum Rom. Et Urbium German. Mediatarum, in der er die unterschiedliche Rechtsstellung der römischen und germanischen Städte abhandelte. Er verblieb nach Beendigung des Studiums noch bis zum Frühjahr 1730 in Marburg und trat dann die Heimreise über Frankfurt, Heidelberg und Straßburg nach Schaffhausen an.
Seit 1736 war er als Urteilssprecher Mitglied des Schaffhauser Stadtgerichts, und seit 1741 war er im Grossen Rat vertreten.
1737 veräusserte er das herrensitzähnliche Gebäude Zum Thiergarten am Münsterplatz 38 in Schaffhausen an General Johannes Rietmann.

### Schriftstellerisches Wirken
Johann Conrad Peyer wurde bereits durch seine Schaffhauser Lehrer in Literaturgeschichte unterrichtet und kam während des Studiums in Marburg mit den neueren Strömungen der deutschen Literatur in Berührung.
Er wurde durch seine politischen Satiren bekannt, für die er durch den Kleinen Rat mit einer Busszahlung von 80 Talern bestraft wurde; eine dreitägige Gefängnisstrafe und die Hälfte der Busse wurde ihm nachträglich erlassen.
1748 veröffentlichte er seine Sammlung Deutsche Gedichte, die er auf dem Landsitz in Wiesholz verfasste, mit Gelegenheitsgedichten auf Trauerfälle, Hochzeiten und Beförderungen in der Art des Berners Albrecht von Hallers und des Hamburgers Barthold Heinrich Brockes, in denen er im Sinne der Aufklärung tugendhaftes Leben propagierte und Laster entlarvte.

## Trivia
Nachdem in Wiesholz Bernstein gefunden worden war, wurde durch die Aufmerksamkeit von Johann Conrad Peyer, der Mediziner Johann Georg Stokar von Neuforn (1736–1809) veranlasst, hierzu eine Dissertation zu verfassen.

## Schriften (Auswahl)
- Dissertatio Juris Publici De Differentiis Municipiorum Rom. Et Urbium German. Mediatarum. Müller, Marburg 1729 (Digitalisat).
- Deutsche Gedichte. Ziegler, Schaffhausen, 1748 (Digitalisat).